# Rupia delle Riau
La rupia (rupiah (ID) ) è stata la valuta separata delle isole Riau tra il 1963 ed il 1964. Sostituiva il ringgit malese alla pari e fu sostituito dalla rupia indonesiana con un tasso di 1 rupia delle Riau = 14,7 rupie indonesiane.
Furono emesse monete con  valori da 1, 5, 10, 25 e 50 sen. Furono tutta coniate in alluminio e datate 1962. Recavano l'iscrizione identificativa "Kepulauan Riau" sul bordo (cfr. Rupia della nuova Guinea occidentale). La carta-moneta fu emessa dalla Repubblica Indonesia con i valori da 1 e 2½ rupie e dalla Bank Indonesia con i valori da 5, 10 e 100 rupie.